# Luthereiche in der Dresdner Heide

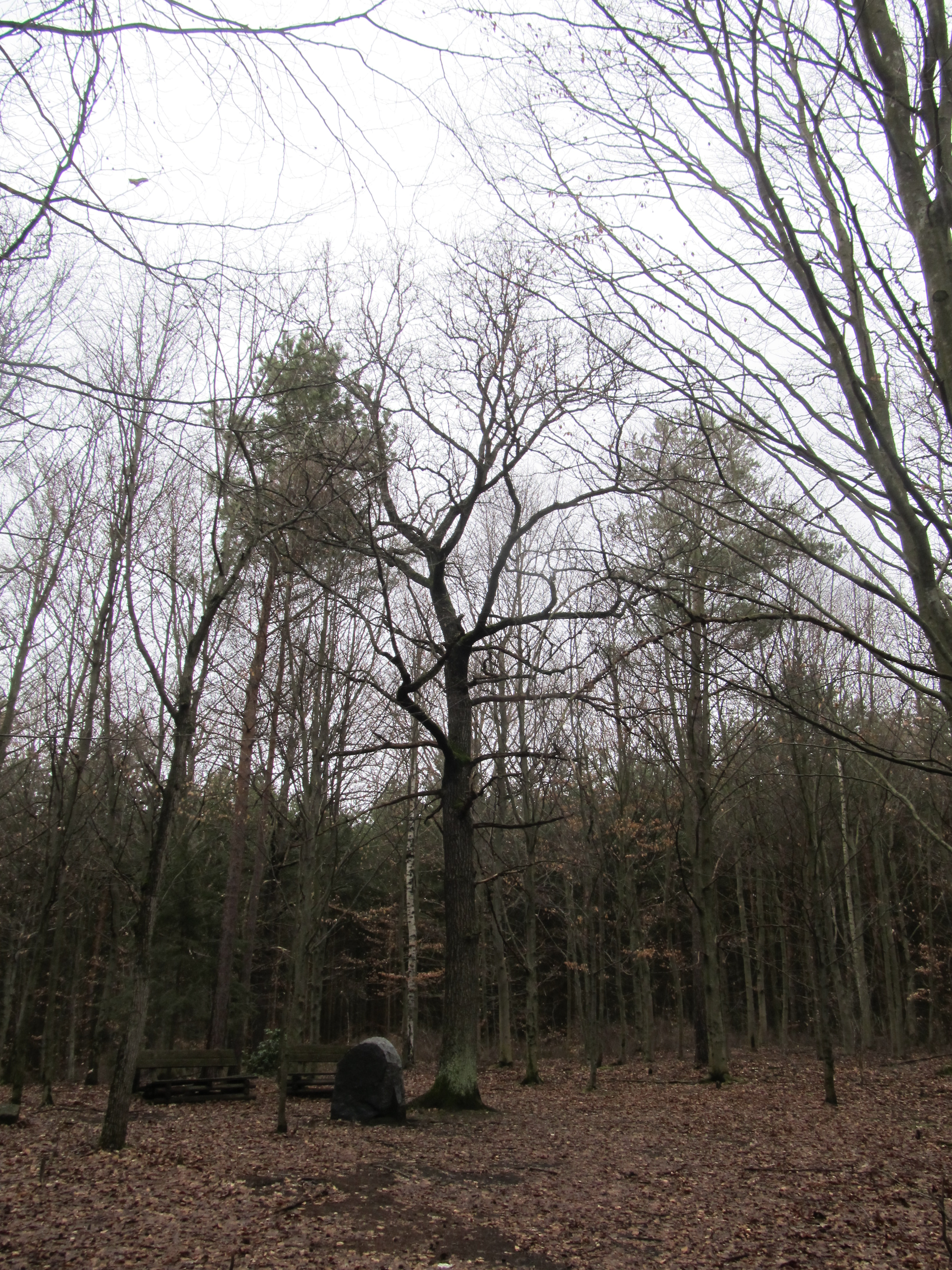
Luthereiche mit Gedenkstein und Bänken, Februar 2017

Die Luthereiche in der Dresdner Heide ist ein 1917 anlässlich des 400. Jahrestags der Reformation gepflanzter Gedenkbaum im Prinzeß-Margarethen-Park der sächsischen Landeshauptstadt Dresden. Ein daneben befindlicher Gedenkstein weist auf die Besonderheit des Baums hin. Aufgrund seiner personengeschichtlichen, kulturgeschichtlichen und ortsgeschichtlichen Bedeutung steht der Baum zusammen mit dem Gedenkstein als sächsisches Kulturdenkmal unter Schutz.

## Geographie
Der Baum steht im Südwesten der Dresdner Heide, südlich der Radeberger Landstraße und rund 850 Meter östlich vom ebenfalls denkmalgeschützten Fischhaus im Albertpark, zwischen den Schneisen 17 (im Osten) und 18 (im Westen) sowie der Wege Doppel-E im Norden und Alte Acht im Süden.
Beim Staatsbetrieb Sachsenforst gehört dieser Standort im Forstbezirk Dresden zum Revier Bühlau, Forstabteilung 68.

## Geschichte
Im dritten Kriegsjahr des Ersten Weltkriegs wurde der Baum am Sonntag, den 28. Oktober 1917 anlässlich des 400. Reformationsjubiläums gepflanzt, genauer des Übersendens der 95 Thesen von Martin Luther an den Magdeburger Erzbischof Albrecht von Brandenburg am 31. Oktober 1517.
Die örtlichen geologischen Verhältnisse – unter der trockenen Sandschicht befindet sich Lausitzer Granit – waren für die Eiche in den folgenden 100 Jahren nicht zuträglich, sodass sie anlässlich des 500. Reformationsjubiläums als „mickriges Exemplar“ bezeichnet wurde.
Im Zuge des Lutherjahrs 2017 wurden die beiden Bänke am Baum erneuert und durch einen Tisch ergänzt. Eine Bank trägt ein Zitat Luthers:
Auf böse und traurige Gedanken gehört ein gutes,

fröhliches Lied und freundliche Gespräche.

## Inschrift des Gedenksteins

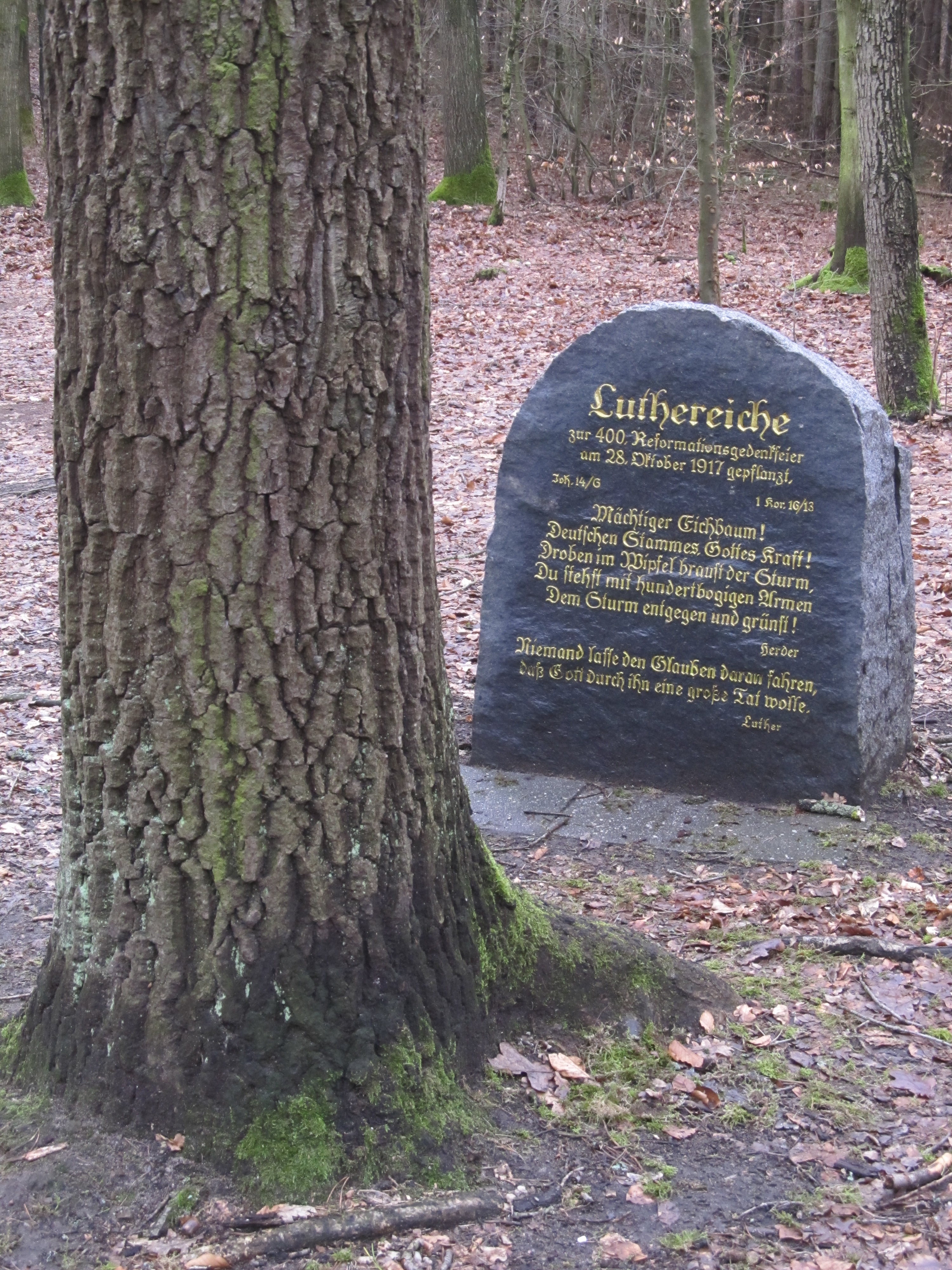
Inschrift des Gedenksteins

Nach dem Namen und Anlass der Pflanzung folgen auf dem Gedenkstein zwei Bibelverweise:
- „Joh. 14/6“, nach der Lutherbibel in der Übersetzung von 1912:
Jesus spricht zu ihm: Ich bin der Weg und die Wahrheit und das Leben; niemand kommt zum Vater denn durch mich.[5]
- „1 Kor. 16/13“, nach der gleichen Übersetzung:
Wachet, stehet im Glauben, seid männlich und seid stark![6]

Darauf folgt der erste Teil von Johann Gottfried Herders 1775 verfassten Gedichts Luther:
Mächtiger Eichbaum!

Deutschen Stammes, Gottes Kraft!

Droben im Wipfel braust der Sturm,

Du stehst mit hundertbogigen Armen

Dem Sturm entgegen und grünst!
Der auf dem Stein nicht wiedergegebene zweite Teil des Gedichts lautet:
Der Sturm braust fort! Es liegen da

Der dürren, armen Aeste

Zehn darnieder gesaust. Du Eichbaum stehst,

Bist Luther! —
Es folgt ein Zitat aus einer Magnificat-Auslegung von Luther:
Niemand lasse den Glauben daran fahren,

daß Gott durch ihn eine große Tat wolle.
Dieser Vers bezieht sich auf Maria als Vorbild im Glauben.